# Carlos III de Borbón
Carlos de Borbón, o Carlos de Montpensier (Montpensier, 17 de febrero de 1490-Roma, 6 de mayo de 1527) fue un noble francés. Se le suele referir con el título de Condestable de Borbón, por ser condestable (comandante en jefe de los ejércitos) con Francisco I, con el que finalmente se enemistó, cambiando de bando.

## Vida
Era hijo de Gilberto de Borbón-Montpensier y de Clara Gonzaga.
Contrajo matrimonio con Susana de Borbón, la hija del Pedro II de Borbón y de Ana de Francia. La muerte de su hermano Luis II de Borbón-Montpensier en 1501 le convirtió a él y su esposa en condes de Montpensier, condes de Clermont-en-Auvernia y delfines de Auvernia.
Dos años después, la muerte del padre de Susana los hizo condes de Clermont, condes de Forez, condes de La Marche, duques de Auvernia, duques de Borbón, príncipes de Dombes y Señores de Beaujeu.
En 1515, murió en la Batalla de Marignano su hermano menor Francisco, lo que convirtió a Carlos en duque de Châtellerault. Tras el fallecimiento de Susana en 1521, Carlos pudo mantener los títulos por el grado de parentesco que tenían, pero a Susana no le sobrevivió ningún hijo que los heredara.
Carlos murió el 6 de mayo de 1527, durante el Saco de Roma comandando las tropas imperiales, pero los títulos ya habían pasado al dominio real en 1523 por la querella sucesoria contra Luisa de Saboya, madre del Rey de Francia, que salió favorecida, excepto el condado de Montpensier (elevado a Ducado) que fue entregado a su hermana Luisa de Borbón y el ducado de Borbón que fue entregado a Carlos de Borbón, conde-duque de Vendôme.
La disputa que a raíz de ello había surgido, y en la que Francisco I de Francia optó por beneficiar a su madre en perjuicio de Carlos, uno de sus más importantes generales, produjo que este cambiase de bando en 1523 durante la Guerra italiana de 1521-1526, pasando a servir al emperador germánico Carlos I.
A través de sus hermanas Louise y Renée, Carlos de Borbón era cuñado del príncipe de La Roche-sur-Yon y del duque de Lorena.
Gilbert de Bourbon-Montpensier abandonó el reino en 1494 junto a Carlos VIII para participar en la primera guerra italiana. Su esposa lo acompañó durante al menos parte de la campaña; por lo tanto, los niños fueron confiados al duque Pedro II y su esposa Ana de Francia durante este tiempo. Gilbert de Bourbon-Montpensier, nombrado virrey de Nápoles, murió en Pozzuoli en 1496.
El destino de los hijos de Borbón-Montpensier se fusionó luego con el de los Borbones. El duque y la duquesa criaron a Carlos y sus dos hermanos, Louis y François, como sus propios hijos. Después de la muerte de su único hijo en 1498, la pareja ducal se peleó con Luis de Borbón, ahora conde de Montpensier. Charles de Bourbon y François de Bourbon, por otro lado, permanecieron en Moulins y actuaron como hijos sustitutos, en particular de Ana de Francia. Fue ella quien alentó el matrimonio de Carlos de Borbón, que se convirtió en conde de Montpensier en 1501 tras la muerte de su hermano, Luis II, con su hija y heredera Suzanne de Borbón.
“El conde Carlos, como lo llamaban en la corte de Ana de Francia, duquesa de Borbonés, fue tratado por esta princesa como podría haber sido un hijo.
"Hizo bien en alimentar y mantener a dicho conde Carlos", dijo Marillac, que era su secretaria, "haciéndola aprender latín a determinadas horas del día y, a veces, a ejecutar una lanza, a pinchar caballos, a disparar un arco, o estaba inclinado ... "
- Simon de Coiffier Demoret, Historia de los Borbones.
"  Pierre II había tenido una sola hija de Ana de Francia, Suzanne de Borbón, y de acuerdo con su contrato de matrimonio, como había dictado Luis XI , todas sus propiedades debían volver a la corona ya que no tenían hijos varones. Pero Luis XII, aunque tenía como duque de Orleans para quejarse fuertemente de los dos cónyuges, les concedió generosamente en 1499 cartas que derogaban esta cláusula y permitían a Suzanne sucederlos. Luis II (hermano del conde Carlos), duque de Borbón, anciano de la rama de Montpensier, habiéndose opuesto al registro de estas cartas, rompió con esta oposición el matrimonio previsto de Suzanne con Carlos, duque de Alençon. Luis II, muerto el 14 de agosto de 1501, Carlos, su hermano, renovó su oposición: el único medio que se encontró para dar cabida a esta disputa fue casar a Suzanne con este príncipe; matrimonio que tuvo lugar el 10 de mayo de 1505. Por contrato, Carlos y Suzanne se hicieron mutuamente una donación de sus derechos sobre los ducados de Borbón y Auvernia, y así Carlos, desde el condestable de Borbón, se convirtió en el noveno duque de Borbón. "
- Jean-Baptiste Glaire, Enciclopedia católica V.4
Esta unión terminó por concluirse en 1505, con el fin de resolver el conflicto sucesorio que se había abierto dos años antes con la muerte de Pierre II. Suzanne de Bourbon había sido declarada apta para suceder a su padre en 1498 por el Parlamento de París. Sin embargo, Carlos de Borbón Montpensier reclamó la herencia en 1503, como hijo gran-agnático de Jean I er de Borbón. Este matrimonio convirtió a los dos cónyuges en la pareja más rica del reino. Sus dominios cubrían buena parte del Macizo Central, con los ducados de Borbón y Auvernia, los condados de Forez y la Marche, el señorío de Beaujeu y el principado de Dombes, situado más allá del Ródano, en el Imperio.
La pareja tenía:
- François de Bourbon, conde de Clermont (1517 † 1518). Fue padrino del rey Francisco I.
- los gemelos, nacidos y muertos en 1518.

De constitución débil y muy afectada por estos embarazos infelices, Susana murió en 1521. La duquesa era prima hermana de Luisa de Saboya, madre de Francisco I  Esta relación fue el origen del juicio que empujaría al alguacil a huir del reino en 1523. Despojado por el rey y su madre, Carlos III se refugió con el emperador Carlos I, que era su otro soberano del principado de Dombes y que había insinuado que podía darle en matrimonio a su hermana Éléonore.

## Ancestros
|  |                                                                 |  |  |  |  |  |  |  |  |  |  |  |  |  |  |  |
|  | Duque Luis II de Borbón                                         |  |  |  |  |  |  |  |  |  |  |  |  |  |  |  |
|  |                                                                 |  |  |  |  |  |  |  |  |  |  |  |  |  |  |  |
|  |                                                                 |  |  |  |  |  |  |  |  |  |  |  |  |  |  |  |
|  | Duque Juan I de Borbón                                          |  |  |  |  |  |  |  |  |  |  |  |  |  |  |  |
|  |                                                                 |  |  |  |  |  |  |  |  |  |  |  |  |  |  |  |
|  |                                                                 |  |  |  |  |  |  |  |  |  |  |  |  |  |  |  |
|  | Duquesa Anne de Auvernia                                        |  |  |  |  |  |  |  |  |  |  |  |  |  |  |  |
|  |                                                                 |  |  |  |  |  |  |  |  |  |  |  |  |  |  |  |
|  |                                                                 |  |  |  |  |  |  |  |  |  |  |  |  |  |  |  |
|  | Conde Luis I de Montpensier                                     |  |  |  |  |  |  |  |  |  |  |  |  |  |  |  |
|  |                                                                 |  |  |  |  |  |  |  |  |  |  |  |  |  |  |  |
|  |                                                                 |  |  |  |  |  |  |  |  |  |  |  |  |  |  |  |
|  | Duque Juan I de Berry                                           |  |  |  |  |  |  |  |  |  |  |  |  |  |  |  |
|  |                                                                 |  |  |  |  |  |  |  |  |  |  |  |  |  |  |  |
|  |                                                                 |  |  |  |  |  |  |  |  |  |  |  |  |  |  |  |
|  | Duquesa Marie de Auvernia                                       |  |  |  |  |  |  |  |  |  |  |  |  |  |  |  |
|  |                                                                 |  |  |  |  |  |  |  |  |  |  |  |  |  |  |  |
|  |                                                                 |  |  |  |  |  |  |  |  |  |  |  |  |  |  |  |
|  | Duquesa Joan de Armagnac                                        |  |  |  |  |  |  |  |  |  |  |  |  |  |  |  |
|  |                                                                 |  |  |  |  |  |  |  |  |  |  |  |  |  |  |  |
|  |                                                                 |  |  |  |  |  |  |  |  |  |  |  |  |  |  |  |
|  | Conde Gilberto de Montpensier                                   |  |  |  |  |  |  |  |  |  |  |  |  |  |  |  |
|  |                                                                 |  |  |  |  |  |  |  |  |  |  |  |  |  |  |  |
|  |                                                                 |  |  |  |  |  |  |  |  |  |  |  |  |  |  |  |
|  | Señor Bernardo IV de La Tour y de Montgascon                    |  |  |  |  |  |  |  |  |  |  |  |  |  |  |  |
|  |                                                                 |  |  |  |  |  |  |  |  |  |  |  |  |  |  |  |
|  |                                                                 |  |  |  |  |  |  |  |  |  |  |  |  |  |  |  |
|  | Duque y Delfín Bernando V de La Tour d'Auvergne                 |  |  |  |  |  |  |  |  |  |  |  |  |  |  |  |
|  |                                                                 |  |  |  |  |  |  |  |  |  |  |  |  |  |  |  |
|  |                                                                 |  |  |  |  |  |  |  |  |  |  |  |  |  |  |  |
|  | Condesa Marie I de Auvernia                                     |  |  |  |  |  |  |  |  |  |  |  |  |  |  |  |
|  |                                                                 |  |  |  |  |  |  |  |  |  |  |  |  |  |  |  |
|  |                                                                 |  |  |  |  |  |  |  |  |  |  |  |  |  |  |  |
|  | Condesa Gabrielle de La Tour d'Auvergne                         |  |  |  |  |  |  |  |  |  |  |  |  |  |  |  |
|  |                                                                 |  |  |  |  |  |  |  |  |  |  |  |  |  |  |  |
|  |                                                                 |  |  |  |  |  |  |  |  |  |  |  |  |  |  |  |
|  | Señor Luis du Peschin                                           |  |  |  |  |  |  |  |  |  |  |  |  |  |  |  |
|  |                                                                 |  |  |  |  |  |  |  |  |  |  |  |  |  |  |  |
|  |                                                                 |  |  |  |  |  |  |  |  |  |  |  |  |  |  |  |
|  | Duquesa Jacquette du Peschin Dama de Banassat y d'Artonne       |  |  |  |  |  |  |  |  |  |  |  |  |  |  |  |
|  |                                                                 |  |  |  |  |  |  |  |  |  |  |  |  |  |  |  |
|  |                                                                 |  |  |  |  |  |  |  |  |  |  |  |  |  |  |  |
|  | Señora Iseult de Sully-sur-Loire                                |  |  |  |  |  |  |  |  |  |  |  |  |  |  |  |
|  |                                                                 |  |  |  |  |  |  |  |  |  |  |  |  |  |  |  |
|  |                                                                 |  |  |  |  |  |  |  |  |  |  |  |  |  |  |  |
|  | Carlos III, Duque de Borbón                                     |  |  |  |  |  |  |  |  |  |  |  |  |  |  |  |
|  |                                                                 |  |  |  |  |  |  |  |  |  |  |  |  |  |  |  |
|  |                                                                 |  |  |  |  |  |  |  |  |  |  |  |  |  |  |  |
|  | Juan Francisco I Gonzaga, marqués de Mantua                     |  |  |  |  |  |  |  |  |  |  |  |  |  |  |  |
|  |                                                                 |  |  |  |  |  |  |  |  |  |  |  |  |  |  |  |
|  |                                                                 |  |  |  |  |  |  |  |  |  |  |  |  |  |  |  |
|  | Ludovico III Gonzaga, marqués de Mantua                         |  |  |  |  |  |  |  |  |  |  |  |  |  |  |  |
|  |                                                                 |  |  |  |  |  |  |  |  |  |  |  |  |  |  |  |
|  |                                                                 |  |  |  |  |  |  |  |  |  |  |  |  |  |  |  |
|  | Marquesa Paola Malatesta                                        |  |  |  |  |  |  |  |  |  |  |  |  |  |  |  |
|  |                                                                 |  |  |  |  |  |  |  |  |  |  |  |  |  |  |  |
|  |                                                                 |  |  |  |  |  |  |  |  |  |  |  |  |  |  |  |
|  | Federico I Gonzaga, marqués de Mantua                           |  |  |  |  |  |  |  |  |  |  |  |  |  |  |  |
|  |                                                                 |  |  |  |  |  |  |  |  |  |  |  |  |  |  |  |
|  |                                                                 |  |  |  |  |  |  |  |  |  |  |  |  |  |  |  |
|  | Margrave Juan de Brandemburgo-Kulmbach                          |  |  |  |  |  |  |  |  |  |  |  |  |  |  |  |
|  |                                                                 |  |  |  |  |  |  |  |  |  |  |  |  |  |  |  |
|  |                                                                 |  |  |  |  |  |  |  |  |  |  |  |  |  |  |  |
|  | Princesa Bárbara de Brandeburgo                                 |  |  |  |  |  |  |  |  |  |  |  |  |  |  |  |
|  |                                                                 |  |  |  |  |  |  |  |  |  |  |  |  |  |  |  |
|  |                                                                 |  |  |  |  |  |  |  |  |  |  |  |  |  |  |  |
|  | Margravina Bárbara de Sajonia-Wittenberg                        |  |  |  |  |  |  |  |  |  |  |  |  |  |  |  |
|  |                                                                 |  |  |  |  |  |  |  |  |  |  |  |  |  |  |  |
|  |                                                                 |  |  |  |  |  |  |  |  |  |  |  |  |  |  |  |
|  | Condesa Clara Gonzaga                                           |  |  |  |  |  |  |  |  |  |  |  |  |  |  |  |
|  |                                                                 |  |  |  |  |  |  |  |  |  |  |  |  |  |  |  |
|  |                                                                 |  |  |  |  |  |  |  |  |  |  |  |  |  |  |  |
|  | Ernst, Herzog von Bayern-München                                |  |  |  |  |  |  |  |  |  |  |  |  |  |  |  |
|  |                                                                 |  |  |  |  |  |  |  |  |  |  |  |  |  |  |  |
|  |                                                                 |  |  |  |  |  |  |  |  |  |  |  |  |  |  |  |
|  | Duque Alberto III de Baviera                                    |  |  |  |  |  |  |  |  |  |  |  |  |  |  |  |
|  |                                                                 |  |  |  |  |  |  |  |  |  |  |  |  |  |  |  |
|  |                                                                 |  |  |  |  |  |  |  |  |  |  |  |  |  |  |  |
|  | Duquesa Elisabetta Visconti                                     |  |  |  |  |  |  |  |  |  |  |  |  |  |  |  |
|  |                                                                 |  |  |  |  |  |  |  |  |  |  |  |  |  |  |  |
|  |                                                                 |  |  |  |  |  |  |  |  |  |  |  |  |  |  |  |
|  | Princesa Margaret de Baviera                                    |  |  |  |  |  |  |  |  |  |  |  |  |  |  |  |
|  |                                                                 |  |  |  |  |  |  |  |  |  |  |  |  |  |  |  |
|  |                                                                 |  |  |  |  |  |  |  |  |  |  |  |  |  |  |  |
|  | Duque Erick I de Brunswick-Grubenhagen, Príncipe de Grubenhagen |  |  |  |  |  |  |  |  |  |  |  |  |  |  |  |
|  |                                                                 |  |  |  |  |  |  |  |  |  |  |  |  |  |  |  |
|  |                                                                 |  |  |  |  |  |  |  |  |  |  |  |  |  |  |  |
|  | Duquesa Anna de Brunswick-Grubenhagen-Einbeck                   |  |  |  |  |  |  |  |  |  |  |  |  |  |  |  |
|  |                                                                 |  |  |  |  |  |  |  |  |  |  |  |  |  |  |  |
|  |                                                                 |  |  |  |  |  |  |  |  |  |  |  |  |  |  |  |
|  | Duquesa Elisabeth de Brunswick-Göttingen                        |  |  |  |  |  |  |  |  |  |  |  |  |  |  |  |
|  |                                                                 |  |  |  |  |  |  |  |  |  |  |  |  |  |  |  |
|  |                                                                 |  |  |  |  |  |  |  |  |  |  |  |  |  |  |  |

| Predecesor: Luis II de Montpensier   | Conde de Montpensier 1501-1523                                                                                      | Sucesor: Luisa de Montpensier (Duquesa) |
| Predecesor: Luis II de Montpensier   | Conde de Clermont-en-Auvernia Delfín de Auvernia 1501-1523                                                          | Sucesor: Al dominio real                |
| Predecesor: Francisco de Montpensier | Duque de Châtellerault 1515-1527                                                                                    | Sucesor: Al dominio real                |
| Predecesor: Susana de Borbón         | Conde de Clermont Conde de La Marché Conde de Forez Duque de Auvernia Príncipe de Dombes Señor de Beaujeu 1521-1523 | Sucesor: Al dominio real                |
| Predecesor: Susana de Borbón         | Duque de Borbón 1521-1527                                                                                           | Sucesor: Carlos de Vendôme              |